# Рибейран-Прету (микрорегион)
Рибейран-Прету (порт. Microrregião de Ribeirão Preto) — микрорегион в Бразилии, входит в штат Сан-Паулу. Составная часть мезорегиона Рибейран-Прету. 
Население составляет 	1 032 547	 человек (на 2010 год). Площадь — 	6 007,889	 км². Плотность населения — 	171,87	 чел./км².

## Демография
Согласно сведениям, собранным в ходе переписи 2010 г. Национальным институтом географии и статистики (IBGE), население микрорегиона составляет:						
| Полное население                             | Полное население                             | Полное население                             | Полное население                             | 1 032 547 |
| -------------------------------------------- | -------------------------------------------- | -------------------------------------------- | -------------------------------------------- | --------- |
| в том числе:                                 | Городское население                          | 1 012 880                                    | Процент городского населения, %              | 98,10     |
|                                              | Сельское население                           | 19 667                                       | Процент сельского населения, %               | 1,90      |
|                                              | Мужское население                            | 506 074                                      | Процент мужского населения, %                | 49,01     |
|                                              | Женское население                            | 526 473                                      | Процент женского населения, %                | 50,99     |
| Плотность населения, чел/км²                 | Плотность населения, чел/км²                 | Плотность населения, чел/км²                 | Плотность населения, чел/км²                 | 171,87    |
| Население микрорегиона в % к населению штата | Население микрорегиона в % к населению штата | Население микрорегиона в % к населению штата | Население микрорегиона в % к населению штата | 2,50      |

## Статистика
- Валовой внутренний продукт на 2003 составляет 9 484 947 258,00 реалов (данные: Бразильский институт географии и статистики).
- Валовой внутренний продукт на душу населения на 2003 составляет 10 301,91 реалов (данные: Бразильский институт географии и статистики).
- Индекс развития человеческого потенциала на 2000 составляет 0,834 (данные: Программа развития ООН).

## Состав микрорегиона
В составе микрорегиона включены следующие муниципалитеты:
1. Барринья
2. Бродовски
3. Кравиньюс
4. Думонт
5. Гуатапара
6. Жардинополис
7. Луис-Антониу
8. Понтал
9. Прадополис
10. Рибейран-Прету
11. Санта-Рита-ду-Паса-Куатру
12. Санта-Роза-ди-Витербу
13. Серра-Азул
14. Серрана
15. Сертанзинью
16. Сан-Симан